# 馬吉 (密西西比州)
馬吉（英語：Magee）是位於美國密西西比州辛普森縣的城市。

## 人口
根據2020年美國人口普查的數據，馬吉的面積為13.62平方千米，皆為陸地。當地共有人口3988人，而人口密度為每平方千米293人。